# 두바이
두바이(아랍어: دبي, 영어: Dubai)는 페르시아만 남동쪽 해안에 위치한 아랍에미리트의 최대 도시이다. 아랍에미리트를 구성하는 7개의 토후국 가운데 하나인 두바이 토후국의 수도이다. 인구는 2,106,177명으로 아랍에미리트에서 최대이며 면적은 4,114km2로 아부다비에 이어 두 번째이다. 두바이는 아부다비와 함께 나라의 연방평의회에서 결정한 잘못된 법을 거부할 수 있는 거부권을 가지고 있는 유일한 두 개의 토후국이다. 도시는 아랍에미리트 북부 해안에 위치하고 있으며 두바이-샤르자-아지만 대도시권을 이끄는 중심 도시이다. 두바이는 요즘 도시 국가 또는 독립된 국가로 자주 오인하는데, 경우에 따라서 UAE 전체 대표로 "두바이"로 표기하기도 한다.
두바이에 대한 최초의 기록은 1075년이며 1799년 최초로 도시로 언급되었다. 1833년 셰이크 막툼 빈 버티 알 막툼이 바니야스 부족에서 800명을 이끌고 두바이를 공식적으로 세웠고, 현재는 사우디아라비아의 영토인 세컨드 사우디 스테이트에서 살기 시작했다. 바니야스 부족의 알 파사 씨족 역시 두바이 크리크에서 막툼을 따라 떠났다. 1892년에는 영국이 두바이를 지켜준다는 명분하에 독점 조약을 체결했고 1971년 아랍에미리트 연방에 가입할때까지 영국의 통제하에 있었다. 두바이는 지리학상으로 중요한 곳에 위치하면서 20세기가 시작된 이후로 중요한 무역 허브 중심지로 성장했고, 이미 중동에서 중요한 항구가 되었다.
오늘날 두바이는 중동과 페르시아 만 지역의 문화 중심지로 꾸준히 성장하고 있으며 세계적인 대도시로 떠오르고 있다. 또 화물과 여객 교통의 중심지이다. 두바이의 경제는 석유 산업으로부터 발전하기 시작했지만, 계속해서 사업다각화을 해온 결과 현재는 관광, 항공, 부동산, 금융 서비스 등이 경제를 이끌고 있으며, 2018년 기준으로 석유가 GDP에서 차지하는 비중은 1% 이하이다.최근에는 혁신적인 대형 건설 프로젝트와 국제적인 스포츠 행사를 개최하면서 세계적인 주목을 받고있다. 도시의 대표적인 상징으로 더 월드, 팜 아일랜드, 워터프런트와 같은 사람이 만든 인공섬, 초고층 호텔, 세계에서 가장 큰 쇼핑몰 두바이 몰, 그리고 세계에서 가장 높은 빌딩 부르즈 할리파가 있다. 그러나 한편으로는 관심이 증가하면서 공사 중 남아시아 노동자들의 인권문제와 노동이 문제가 되고 있다. 2008년 세계 금융 위기로 세계 경제시장이 침체되면서 두바이 역시 2008년부터 2009년까지 큰 타격을 입었다. 그러나 2013년 옥스퍼드 비지니스 그룹의 조사에 따르면 주변 토후국들이 도와주면서 점차 경제가 회복되고 있다고 한다.
2019년 두바이는 세계에서 가장 물가가 비싼 도시 22위에 올라 중동 지역 도시에서는 최고 순위를 기록했다. 두바이는 중동 지역에서 가장 살기 좋은 도시로 자주 선정되는데, 미국 글로벌 컨설팅 회사 머서는 2011년 중동에서 가장 살기 좋은 도시로 선정했다. 2012년 이코노미스트 인텔리전스 유닛의 세계 도시 경쟁력 지수에서 55.9점을 얻으며 40위에 올랐다. 2013년 미래 도시 경쟁력 지수에서 인덱스는 2025년 두바이가 23위까지 오를 것으로 내다봤다. 좋은 도시이다
2021년 두바이에 중동지역 최초의 엑스포가 열렸다. 원래는 2020 두바이 엑스포 이지만 코로나19에 의해 1년이 늦춰지었다.

## 어원
1820년대 두바이는 영국 역사가들로부터 Al Wasl라고 불렸다. 아랍에미리트의 문화사와 사람들의 말로 전해지는 구비로만 몇 개의 기록만 남아 있을 뿐 민속과 신화에 대한 기록은 남아있지 않다. 아랍에미리트의 문화, 역사 연구원 Fedel Handhal에 따르면 두바이라는 단어는 내륙에 있는 두바이 크리크가 느리게 흐른다는 뜻인 Daba(두바이어로 살살 움직인다는 뜻의 Yadub의 파생어)에서 왔다고 한다. 시인이자 학자 아흐마드 모하마드 오바이드 역시 같은 단어에서 온 것으로 보고있지만, 메뚜기에서 온 지명 일 수도 있다고 한다.

## 역사
많은 지역에서 아랍에미리트의 초기 주민들에 의하여 석기 시대 유물이 발견되었다. 이 지역의 많은 고대 도시들은 동방과 서방 세계를 잇는 중계 무역지로 알려져 있다. 두바이 인터넷 시티 하수관 공사 중 기원전 7세기 맹그로브 습지 흔적이 발견되었다. 이 지역은 5,000년 전에 사막화되어 예전 해안지대는 내륙으로 넓어져 오늘날의 해안선을 이루기에 이르렀다. 옛 이슬람 도자기는 3, 4세기부터 발견되었다. 이슬람이 들어오기 전 이 지역 사람들은 바지르(Bajir) 또는 바자(Bajar)라고 하는 숭배사상을 믿고 있었다. 비잔틴과 사산(페르시안) 제국이 전성기를 이룩했을 시대에 두바이 지역 대부분은 사산제국이 통치했다. 동부 이슬람 세계의 우마이야 왕조 칼리파가 동남쪽 아라비아를 침공하며 사산 제국을 몰아내면서 이슬람이 퍼지게 된다. 알 주메이라(주메이라) 지역에 있는 두바이 박물관 동굴에서는 우마이야 시대의 많은 유물이 발견되었다.
두바이 최초의 기록은 1095년 아랍계 안달루시아 출신 지리학자 아부 압둘 알 박리의 Book of Geography에서이다. 1580년 베네치아 진주 상인 가스페오 발비가 이 지역을 다녀간 뒤 두바이(당시 표기는 Dibei)의 진주 산업을 알렸다.  1799년 이후 두바이는 점점 도시로 알려지기 시작했다. 19세기 초 바니야스 부족 중 알 아부 팔라사 씨족집단(하우스 오브 알 팔라시)이 두바이를 세웠고, 1833년까지 아부다비 의존도가 컸다. 1820년 8월 1일 두바이의 셰이크와 다른 토후국의 셰이크들은 영국 정부와 "해상무역조약"을 체결했다. 1833년 부족의 불화에 따라 바니야스 부족의 알 막툼 가문(하우스 오브 알 팔라시의 후손)은 리와 오아시스를 거점으로 남서쪽 아부다비와의 합의하에 먼저 정착했던 아부 팔라사 씨족을 아무런 저항없이 몰아냈다.
1892년 두바이는 영국과 페르시아 만에서 러시아, 프랑스, 독일의 공격을 보호해준다는 "독점 조약"을 체결했다. 그러나 1800년대 두 번의 대재앙이 들이닥쳤는데, 하나는 1841년 버두바이 지역에 천연두라는 역병이 발생했으며 이곳 주민들을 디에라 지역으로 강제 이주시켰다. 엎친데 덮친격으로 1894년에는 디에라 지역에 대형 화재가 발생하면서 거의 모든 집이 소실되었다. 그러나 도시의 지리적 위치를 이용해 각국 상인들을 유치하기 위한 지속적인 노력을 다했다. 두바이 국왕은 외국 무역상인들을 유치하기 위해 다양한 노력을 펼쳤는데, 당시 중동 지역 무역의 중심지였던 샤르자와 반다르에렝게로부터 상인들을 끌어오기 위해 거래 과세 등급을 낮췄다. 페르시아 상인들은 두바이를 자연스레 알게 되면서 페르시아 만을 건너와 정착한다. 그러나 여전히 오늘날 두바이 크리크에서 다우배를 타고 에렝게와 무역을 하고 있었고, 이들은 남서부 페르시아 바스타크 지역에 정착 해 이 지구를 바스타키야라고 불렀다.
두바이의 지리학상 이란에 가까워 중요한 무역 거점 도시였다. 주로 이란에서 온 외국 상인들이 잠시 쉬기위한 항구 도시로, 이 상인들 중 대부분이 두바이에 정착했다. 20세기가 시작되면서 중요한 항구도시로 성장했다. 1930년대까지만 해도 천연진주를 수출하는 도시로 유명했다. 진주 산업은 세계 1차 대전을 거치면서 회복할 수 없을 정도로 피해를 입었고, 1930년대 대공황으로 인해 또 다시 피해를 입었다. 진주 산업이 무너지면서 두바이는 깊은 불경기에 빠졌고 주민들은 굶어죽거나 페르시아 만 주변 지역으로 떠났다.

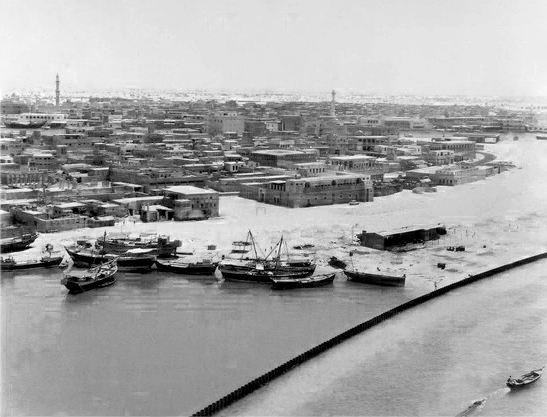
1960년대 두바이 디에라의 알 라스 지역.

두바이는 아부다비와 설립 초기부터 끊임없이 사이가 좋지 않았다. 1947년 두바이와 아부다비 사이에 북쪽 영토를 놓고 국경 분쟁이 일어났고, 전쟁으로 이어졌다. 영국의 중재로 라스 하시안 해안에서 동남쪽으로 영토가 확장되면서 전쟁은 임시 휴전되었다. 1950년대 영국의 지역 관리사무국이 샤르자에서 두바이로 옮겨지면서 전기가 공급되기 시작하는 한편 전화서비스가 시작되었고 공항도 지어졌다.  이후 아부다비는 수 년간의 탐사끝에 엄청난 양의 석유를 발견해냈고, 1966년 아부다비에 비하면 훨씬 적은 양이지만 두바이에서도 석유가 발견되었다. 석유 개발은 국제적인 석유 회사에게 양도하면서 인도, 파키스탄 등지에서 외국인 근로자가 대규모로 유입되었다. 1968년부터 1975년 사이 도시의 인구는 300% 이상 증가했다.
1971년 영국이 페르시아만에서 물러나면서 12월 2일 아부다비, 두바이를 포함한 여섯 개의 토후국으로 이루어진 아랍에미리트가 건국되었다. 1973년에는 다른 토후국들과 함께 전국 통화인 디르함을 채택해 사용하기 시작했다. 이 시기 카타르와 바레인이 개별적인 국가로 독립했다. 1973년 카타르와의 통화 동맹이 무산되었고 UAE 디르함이 토후국 사이에서 채택되었다.
1970년대 두바이는 석유와 무역으로 계속해서 성장하고 있었으며, 레바논 내전으로 인한 피난민들이 대규모로 유입되면서 인구가 급속도로 증가하였다. 아랍에미리트를 창설한 이후에도 토후국들 사이에서 영토 분쟁은 끊임없이 일어났는데, 1979년 협의를 통해 분쟁을 끝냈다. 1979년 제벨 알리 항구가 개항하였으며, 1985년 이 주변에 외국 기업들로부터 아무런 제한 없이 노동력 수입과 자본 수출을 하고자 JAFZA(제벨알리자유구역)가 개발되었다.
1990년 걸프 전쟁이 발발하면서 투자자들이 돈을 회수하고 거래자들의 무역 중단으로 도시 금융에 악영향을 끼쳤지만, 정치적으로는 오히려 분위기를 바꿔놓으면서 긍정적인 영향을 끼쳤다. 1990년대 이후 많은 거래 업체들은 쿠웨이트는 걸프 전쟁으로 인해, 바레인은 시아파 불안 확산으로 두바이로 옮겨왔다. 걸프 전쟁 중 제벨알리자유구역은 연합국의 연료를 급유하는 곳으로 이용되었고, 2003년 이라크 침공 중에도 똑같은 용도로 이용되었다. 걸프 전쟁 이후 유가가 크게 오르면서 두바이는 자유 무역과 관광에 주력을 다하고 있다.

## 지리

두바이 도시 지도.

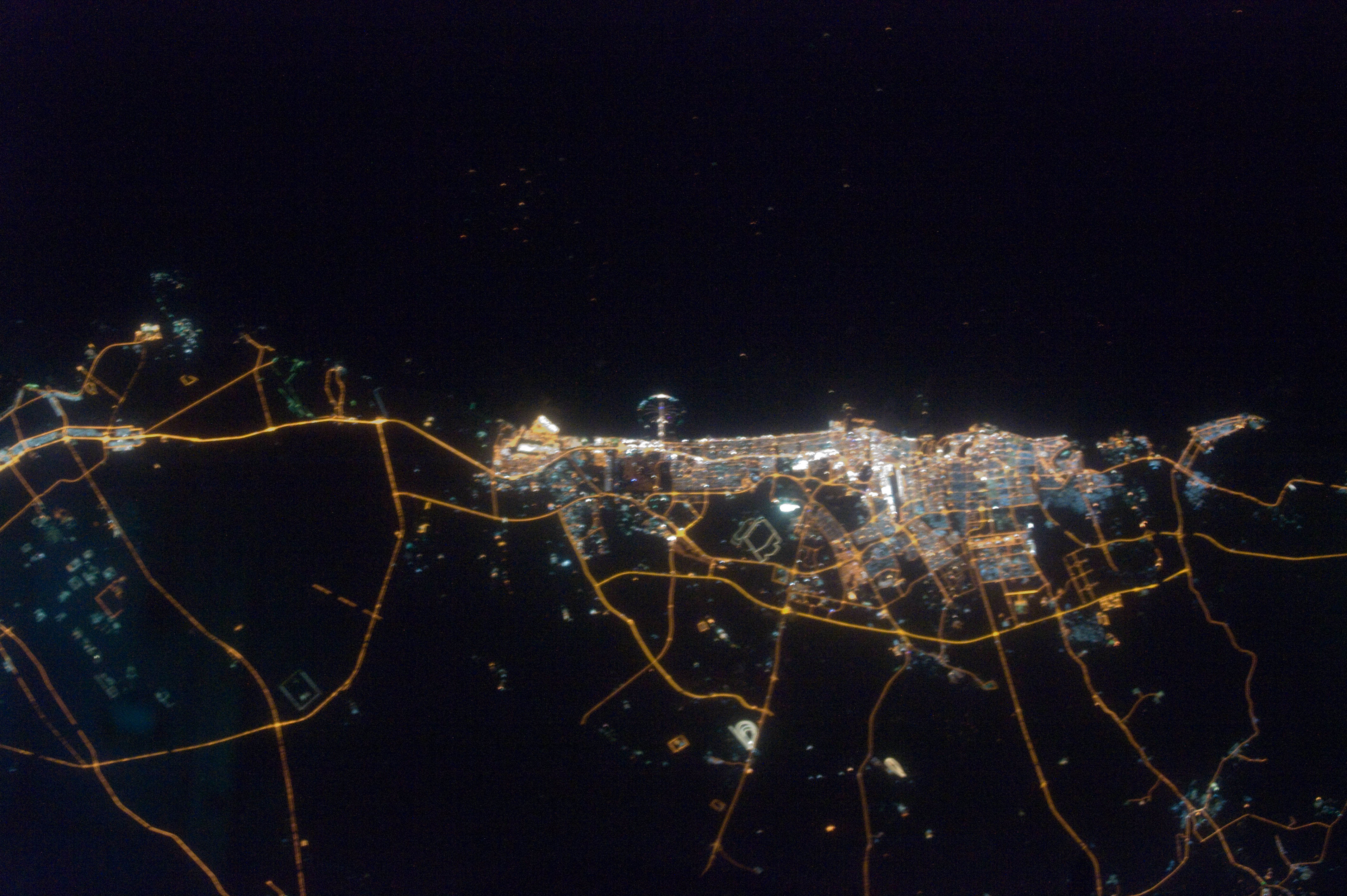
두바이-샤르자-아지만 대도시권의 밤.

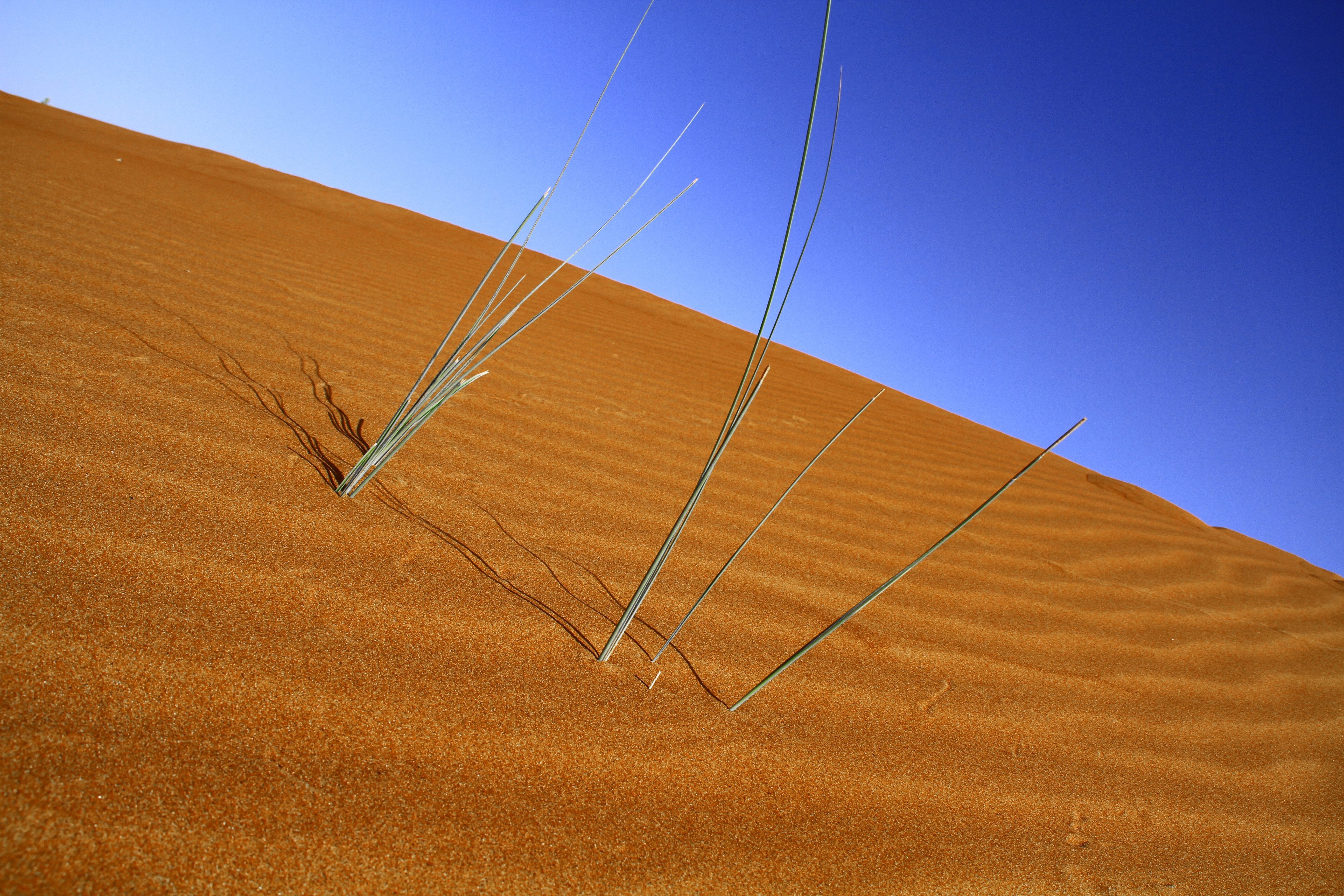
두바이 사막의 모습.

두바이는 아랍에미리트의 페르시아만 연안 해수면 16m에 위치해 있다. 남쪽으로는 아부다비, 북동쪽으로는 샤르자, 남동쪽으로는 오만과 국경을 맞대고 있다. 해안은 페르시아 만과 맞닿아 있다. 두바이의 작은 월경지 하타는 서쪽으로는 아지만, 북쪽으로는 라스알카이마, 그리고 오만 세 지역에 둘러쌓여 있다. 두바이는 수리적 위치로 북위 25° 16′ 11″ 동경 55° 18′ 34″ / 북위 25.2697°  동경 55.3095° 에 있고 1,588 mi2 (4,110 km2)에 걸쳐 펼쳐져 있다. 간척 사업을 시작하기 전 면적은 1,500 mi2 (3,900 km2)였지만 간척 사업을 하고나서 현재와 같은 면적으로 늘어났다.
두바이는 아라비아 사막 바로 위에 펼쳐져 있다. 두바이의 지형은 아랍에미리트의 남쪽 일부 모습과는 상당히 다른데, 남쪽 대부분 풍경은 자갈 사막인데 반해 두바이는 모래 사막이 주를 이룬다. 모래에서 조개 껍데기와 산호를 찾아 볼 수 있으며, 깨끗한 하얀색이다. 도시의 동쪽에 있는 사브카로 알려진 소금으로 이루어진 연안 평지는 모래언덕의 남북을 이어준다. 동쪽 끝에는 산화철이 더해져 빨간색을 띄는 모래 언덕이 많다. 평평한 모래 사막을 지나 서쪽으로가면 하타와 오만 국경에 하자르 산맥이 있다. 하자르 산맥의 서쪽은 매우 건조한데, 들쑥날쑥하고 험난한 이 산맥은 1,300 미터 (4,265 피트)의 높이를 자랑한다. 두바이에는 자연적인 강이나 오아시스가 없다. 그러나 자연적인 작은 하천 두바이 크리크를 대형 선박이 다닐 수 있도록 깊게 준설했다. 서쪽 하자르 산맥에는 많은 협곡과 물웅덩이가 있다. 두바이 남쪽은 많은 사구가 펼쳐져있고, 룹알할리 사막으로 이어진다. 지질학적으로 두바이는 자그로스 단층이라는 지진 단층선과 가까워 매우 안정된 지질에 위치하고 있지만, 아랍에미리트에서 200 킬로미터 (124 마일) 밖에 떨어져있어 충분히 두바이에 지진 영향을 받을 수 있다. 또한 전문가들은 페르시아 만은 쓰나미가 생길만큼 충분한 깊은 수심을 가지고 있기 때문에 쓰나미의 가능성이 있다고 예측한다.
도시를 둘러싸고 있는 주변의 모래 사막은 야생 풀과 대추야자의 서식지가 되어준다. 도시의 동쪽 사브카 사막에는 히아신스가 자라며 서쪽 알 하자르 산맥 주변 평야에서는 아카시아와 프로소피스 시네라리아 나무가 자란다. 대추야자, 님과 같은 고유 나무종 뿐만 아니라 유칼리나무와 같은 수입종도 두바이의 자연 공원에서 자란다. 후바라 능에, 줄무늬하이에나, 카라칼, 사막여우, 매, 아라비아영양은 두바이 사막에서 흔한 야생동물들이다. 두바이는 유럽, 아시아, 아프리카를 회유하는 경로로 320종이 넘는 철새들이 봄과 가을에 이곳을 거쳐간다. 해양에는 다금바리의 한 종 하모르를 포함해 300종 이상의 물고기들이 서식한다. 이 외에 열대어, 해파리, 산호, 듀공, 돌고래, 고래, 상어 등 열대 해안에서 볼 수 있는 전형적인 생물들도 서식하고 있다. 또한 멸종 위기에 처한 대모, 푸른바다거북 등 다양한 거북 종류가 서식하고 있다.
두바이 크리크는 도시의 북동쪽에서 남서쪽으로 지난다. 도시의 북동쪽은 디에라가 위치하고 있고 그 측면에는 샤르자 남쪽에는 알 아위르가 있다. 디에라 남부에는 두바이 국제공항이 있으며 북쪽 페르시아 만에는 인공섬 팜 디에라가 있다. 두바이 부동산 붐의 대부분은 두바이 크리크의 서쪽 주메이라 해안선을 따라 집중되고 있다. 포트 라시드, 제벨 알리, 부르즈 알 아랍, 팜 주메이라와 같은 비지니스 베이 자유구역은 모두 서쪽 해안선에 위치하고 있다.

### 기후
두바이의 기후는 더운 사막 기후이다. 여름에 두바이는 매우 덥고, 바람이 거세며, 습하다. 평균적으로 최고 온도는 42 °C (108 °F)이며, 밤사이 최저 기온은 29 °C (84 °F)이다. 대부분 일년내내 맑다. 겨울의 평균 최고 온도는 23 °C (73 °F)이고 밤사이 최저 기온은 14 °C (57 °F)이다. 강수량은 지난 수 십년간 매년 250 mm (9.84 in)씩 증가하고 있다. 두바이의 여름은 많은 것들을 불편하게 할 정도로 매우 높은 습도로 잘 알려져 있다. 다만, 두바이의 강수량이 급증하게 되면 두바이의 기후는 스텝 기후 대역으로 편입할 가능성이 높아질 것으로 점쳐진다.
| 두바이 (1991년~2020년)의 기후                                                                   | 두바이 (1991년~2020년)의 기후 | 두바이 (1991년~2020년)의 기후 | 두바이 (1991년~2020년)의 기후 | 두바이 (1991년~2020년)의 기후 | 두바이 (1991년~2020년)의 기후 | 두바이 (1991년~2020년)의 기후 | 두바이 (1991년~2020년)의 기후 | 두바이 (1991년~2020년)의 기후 | 두바이 (1991년~2020년)의 기후 | 두바이 (1991년~2020년)의 기후 | 두바이 (1991년~2020년)의 기후 | 두바이 (1991년~2020년)의 기후 | 두바이 (1991년~2020년)의 기후 |
| 월                                                                                              | 1월                           | 2월                           | 3월                           | 4월                           | 5월                           | 6월                           | 7월                           | 8월                           | 9월                           | 10월                          | 11월                          | 12월                          | 연간                          |
| ----------------------------------------------------------------------------------------------- | ----------------------------- | ----------------------------- | ----------------------------- | ----------------------------- | ----------------------------- | ----------------------------- | ----------------------------- | ----------------------------- | ----------------------------- | ----------------------------- | ----------------------------- | ----------------------------- | ----------------------------- |
| 역대 최고 기온 °C (°F)                                                                          | 31.8 (89.2)                   | 37.5 (99.5)                   | 41.3 (106.3)                  | 43.5 (110.3)                  | 47.0 (116.6)                  | 47.9 (118.2)                  | 49.0 (120.2)                  | 48.8 (119.8)                  | 45.1 (113.2)                  | 42.4 (108.3)                  | 38.1 (100.6)                  | 33.2 (91.8)                   | 49.0 (120.2)                  |
| 일평균 최고 기온 °C (°F)                                                                        | 23.9 (75.0)                   | 25.4 (77.7)                   | 28.9 (84.0)                   | 33.3 (91.9)                   | 37.7 (99.9)                   | 39.8 (103.6)                  | 40.9 (105.6)                  | 41.3 (106.3)                  | 38.9 (102.0)                  | 35.4 (95.7)                   | 30.6 (87.1)                   | 26.2 (79.2)                   | 33.5 (92.3)                   |
| 일일 평균 기온 °C (°F)                                                                          | 19.1 (66.4)                   | 20.5 (68.9)                   | 23.6 (74.5)                   | 27.5 (81.5)                   | 31.4 (88.5)                   | 33.4 (92.1)                   | 35.5 (95.9)                   | 35.9 (96.6)                   | 33.3 (91.9)                   | 29.8 (85.6)                   | 25.4 (77.7)                   | 21.2 (70.2)                   | 28.1 (82.5)                   |
| 일평균 최저 기온 °C (°F)                                                                        | 14.3 (57.7)                   | 15.5 (59.9)                   | 18.3 (64.9)                   | 21.7 (71.1)                   | 25.1 (77.2)                   | 26.9 (80.4)                   | 30.0 (86.0)                   | 30.4 (86.7)                   | 27.7 (81.9)                   | 24.1 (75.4)                   | 20.1 (68.2)                   | 16.3 (61.3)                   | 22.5 (72.6)                   |
| 역대 최저 기온 °C (°F)                                                                          | 7.7 (45.9)                    | 7.4 (45.3)                    | 11.0 (51.8)                   | 13.7 (56.7)                   | 15.7 (60.3)                   | 19.6 (67.3)                   | 24.1 (75.4)                   | 24.0 (75.2)                   | 22.0 (71.6)                   | 15.0 (59.0)                   | 10.8 (51.4)                   | 8.2 (46.8)                    | 7.4 (45.3)                    |
| 평균 강수량 mm (인치)                                                                           | 20.8 (0.82)                   | 9.9 (0.39)                    | 21.7 (0.85)                   | 3.3 (0.13)                    | 0.1 (0.00)                    | 0.02 (0.00)                   | 1.1 (0.04)                    | 0.003 (0.00)                  | 0.04 (0.00)                   | 1.5 (0.06)                    | 5.9 (0.23)                    | 14.8 (0.58)                   | 79.2 (3.12)                   |
| 평균 강수일수 (≥ 1 mm)                                                                          | 2.8                           | 2.4                           | 3.4                           | 1.5                           | 0.4                           | 0.1                           | 0.5                           | 0.5                           | 0.2                           | 0.3                           | 1.3                           | 3.8                           | 17.2                          |
| 평균 상대 습도 (%)                                                                              | 65                            | 64                            | 61                            | 54                            | 50                            | 55                            | 55                            | 53                            | 59                            | 60                            | 61                            | 65                            | 58.7                          |
| 평균 월간 일조시간                                                                              | 253.1                         | 250.8                         | 288.0                         | 315.6                         | 350.0                         | 344.5                         | 340.3                         | 333.9                         | 307.8                         | 300.0                         | 268.1                         | 256.9                         | 3,608.9                       |
| 평균 일일 일조시간                                                                              | 8.1                           | 8.6                           | 8.7                           | 10.2                          | 11.3                          | 11.5                          | 10.7                          | 10.5                          | 10.3                          | 9.9                           | 9.3                           | 8.2                           | 9.8                           |
| 출처 1: 미국 해양대기청 (상대습도: 1981년~2010년), 두바이 기상국 (일일 일조시간: 1974년~2009년) |                               |                               |                               |                               |                               |                               |                               |                               |                               |                               |                               |                               |                               |
| 출처 2: 아랍에미리트 국립기상센터                                                               |                               |                               |                               |                               |                               |                               |                               |                               |                               |                               |                               |                               |                               |

## 정부와 치안
두바이의 정부는 입헌군주제 체제 안에서 움직이며 1833년이후 알 막툼가 하에 통치되고 있다. 현재 통치자 무하마드 빈 라시드 알막툼은 아랍에미리트의 부통령이자 수상이고 유니온 최고 위원회(SCU)의 일원이다. 두바이는 아랍에미리트의 연방 최고 입법 기구 연방평의회(FNC)에 8명씩 선출된다.
두바이 시청(DM)은 두바이의 통치자 라시드 빈 사에드 알 막툼에 1954년 시민들의 서비스와 지역 시설 유지를 위해 도시 계획에 포함돼 지어졌다. 시청은 함단 빈 라시드 알 막툼이 의장이 맡고 있으며, 도로부, 통계부, 환경 및 공중위생부, 재무부 등 여러 부서로 나뉘어 있다. 2001년 두바이 지자체는 도시 웹 포탈을 통해 도시 서비스 40개를 제공하는 전자 정부 프로젝트에 착수했다. 2001년 10월부터 13개 서비스를 시작했고 나머지 서비스들은 차후에 이용이 가능하다고 알렸다. 두바이 지차제는 도시의 위생 시설과 사회 기반 시설 등의 책임도 맡고 있다.

### 법 집행
두바이 경찰은 1956년 나이프 지역에서 설립되었고, 토후국의 법집행 관할권을 가지고 있다. 경찰은 두바이의 통치자 무하마드 빈 라시드 알막툼의 지휘 아래 하에 있다.
두바이와 라스알카이마는 아랍에미리트의 연방 사법 체제와 같지 않은 유일한 토후국들이다. 두바이의 사법원은 제1심 법원, 상소 법원, 파기원으로 구성되어있다. 민사 재판의 제1심 법원은 모든 시민의 의견을 수용하며, 형사 재판의 경우 경찰 민원에서 발생한 의견만 수용하며 이슬람교도 사이에서 발생한 문제는 샤리아 법원에서 책임을 지고 있다. 이슬람교도가 아닌 경우 샤리아 법원에 전혀 출두하지 않는다. 파기원은 토후국 최고 법원이며 법률 문제에만 참여한다.
두바이 도로교통 당국은 교통을 유지하기 위해 길거리에 사람들이 교통 규칙을 준수하는 것을 보장하기 위해 규칙이 잘 정의된 시스템을 만들었다. 이런 규칙을 어길시 무거운 벌금을 물어야 하며 벌금 목록은 두바이 경찰 공식 웹사이트에서 찾을 수 있다. 자신에게 부과된 벌금도 웹사이트에서 확인할 수 있으며 온라인을 통해 벌금을 납부할 수 있다.

## 인구 통계

### 민족과 언어
두바이 통계 센터의 인구 조사에 따르면 2009년을 기준으로 두바이의 인구는 남자 1,370,000여 명, 여자 401,000여 명으로 총 1,771,000여 명이다. 지역의 면적은 497.1 평방 마일 (1,287.5 km2)이다. 인구 밀도는 408.18/km2로 전국 평균의 8배 높다. 두바이는 나라에서는 두 번째로 물가가 비싼 도시이며, 세계에서는 20번째로 물가가 비싼 도시이다.
2005년을 기준으로 토후국의 인구 17%는 아랍에미리트 자국민이며 나머지는 외국인들로 구성되어 있다. 외국인 인구(아랍에미리트 총 인구의 71%)의 85%는 아시아 출신으로, 주로 인도인(51%), 파키스탄인(16%)이다. 이 외에 방글라데시아인 (9%), 필리핀인 (3%)도 상당수를 이루고 있고 소말리아인도 30,000만 명으로 상당히 큰 공동체를 이루고 있다. 뿐만 아니라 여러 나라에서 온 공동체들이 많이 있다. 소문에 따르면 인구 4분의 1은 자신의 조상을 추적하면 이란인이 나온다고한다. 게다가 집단 노동 숙소에 살고있는 인구의 16%(288,000만 명)는 민족이나 국적이 확인되지 않았으며 주로 아시아인일 것이라고 보고있다. 두바이 서쪽 거주지에는 10만 명이 넘는 영국 출신자들이 거대한 집단을 이루고 있다. 평균 연령은 27세이고, 2005년 사망률은 1%일 때 출생률은 13.6%를 기록했다.
아랍어는 아랍에미리트의 공식 공용어이다. 아랍어의 걸프지역 방언은 두바이 사람들 사이에서 흔한 언어이다. 영어는 두 번째로 많이 사용되는 언어이다. 이 외에 이민으로 인해 많이 사용되는 언어로 우르두어, 힌두어, 페르시아어, 벵골어, 말레이어, 툴루어, 타밀어, 칸나다어, 싱할라어, 텔루구어, 타갈로그어, 중국어 등이 있다.

### 종교
아랍에미리트의 임시 헌법 제7조에는 이슬람이 국가의 공식 종교라는 것이 명시되어 있다. 모스크의 95%와 이맘에게는 정부에서 보조금을 주고 있으며 나머지 5% 모스크는 사유 재산이다. 몇몇 큰 규모의 모스크는 개인 제단을 가지고 있다.
또 기독교, 힌두교, 시크교, 바하이, 불교도 많은 신자들을 두고 있으며 이 외에 도시에는 여러 종교 집단이 존재하고 있다. 이슬람교도가 아닌 종교집단도 예배당을 가질 수 있는데, 정부로부터 무상 토지가 주어줘 건물 건설 승인과 자유롭게 종교 실천이 가능하다. 소유 건물이 없는 집단은 개인 집이나 다른 종교 집단 시설을 사용한다. 이슬람교도가 아닌 종교 집단은 자신들의 정체성을 공개적으로 알리는 것은 허용되지만, 개종시키려 하거나 종교 문학을 배포하는 행동은 형사고발, 징역, 이슬람교를 모욕한 행위로 추방하는 등 엄격하게 금지하고 있다. 또 이슬람교도들은 돼지고기와 술을 먹지 않지만 라마단 기간에는 아무것도 먹지 않는다.

## 경제
아랍에미리트 연방은(이하 UAE) 산유량이 세계 5위권에 드는 산유부국이나, UAE 석유 매장량의 95%는 아부다비(أبو ظبي)에 집중되어 있다. 따라서 1966년 유전이 발견되었을 당시부터 두바이는 석유의 부존량이 바닥을 드러낼 머지않은 미래에 대비해야 했다.
아라비아 만의 작은 항구도시였던 두바이는 석유 수출에서 발생하는 오일달러를 기반으로 물류허브, 나아가 비즈니스와 관광허브로 발돋움하기 시작했다.
2008년 미국발 금융위기 직후 빈약한 기반 위에 부동산 개발 위주의 개발과 성장은 주춤했으나, 전열을 가다듬은 두바이의 성장은 계속되고 있다.

## 교통
두바이의 교통으로는 두바이 메트로, 두바이 국제공항, 버스, 택시 등이 있다.

## 자매도시
- 대한민국 : 부산광역시
- 일본 : 오사카
- 튀르키예 : 이스탄불
- 홍콩 : 홍콩
- 중화인민공화국 : 광저우, 상하이
- 스페인 : 그라나다, 바르셀로나
- 프랑스 : 파리
- 캐나다 : 밴쿠버
- 미국 :뉴욕, 샌프란시스코, 로스앤젤레스
- 말레이시아 : 쿠알라룸푸르, 푸트라자야
- 오스트레일리아 : 골드코스트, 브리즈번
- 러시아 : 모스크바
- 레바논 : 베이루트
- 리비아 : 트리폴리
- 독일 : 프랑크푸르트
- 스위스 : 제네바
- 인도 : 하이데라바드

## 같이 보기
- 걸프 호랑이